# Бутенко, Борис Аполлонович
Бори́с Аполло́нович Буте́нко (1877, Гори, Тифлисская губерния — 9 декабря 1926, Будапешт) — украинский государственный деятель. Министр путей сообщения Украины во время гетманства Павла Скоропадского. Член Украинской Центральной рады.

## Биография
Родился в 1877 году в Гори.
Окончил Санкт-Петербургский институт инженеров путей сообщения. С 1906 года член технического совета при управлении Кавказского наместника. С образованием в 1909 году акционерной компании «Подольская железная дорога» участвовал в ее строительстве, возглавлял паровозное депо станции Гречаны, с 1917 года управляющий делами Подольской железной дороги.
В 1917 году вошел в состав Украинской Центральной рады, по списку от «От национальных меньшинств».
В 1918 году — член Украинской народной общины, которая подготовила и осуществила гетманский переворот в апреле 1918 года. При гетмане — с 3 мая по 14 ноября — министр путей. При том что межпартийная коалиция социал-демократов, социалистов-революционеров и самостийников выступила против назначения Бутенко на должность министра.
На этом посту он возобновил нормальную работу всех железных дорог страны, подорванную боевыми действиями.
В 1919 году эмигрировал из Украины в Германию. Проживал в Берлине, сначала пытался сотрудничать с П. Скоропадским, но впоследствии сблизился с бывшим гетманским писарем И. Полтавцем-Остряницей.
Входил в Украинское национальное вольноказачье общества (УНАКОТО), которое ставило целью «восстановление Украинского суверенного (союзного) государства на всех землях заселенных украинским народом». Сотрудничал с В. Габсбургом (Василием Вышиваным). В то же время вместе с И. Полтавцем-Остряницей искал взаимопонимание с российскими монархическими кругами.
В мае 1921 участвовал в международном съезде российских монархистов в Райхенгалле. Был исключен из УНАКОТО.
Последние годы жизни жил в Будапеште, где и умер по разным источникам либо в 1926 году либо в 1940 году.